# Fanchette Flamm
Fanchette Flamm var en österrikisk bordtennisspelare och världsmästare i dubbel.
Fanchette deltog i VM 1928 och 1929. 
Under sin karriär tog hon 2 medaljer i bordtennis-VM, 1 guld och 1 silver, båda i dubbel.

## Meriter
- Bordtennis VM
  - 1928 i Stockholm
    - kvartsfinal singel
    - 1:a plats dubbel (med Mária Mednyánszky)
    - kvartsfinal mixed dubbel

  - 1929 i Budapest
    - 2:a plats dubbel (med Gertrude Wildam)